# Elvira Lindo
Œuvres principales
Los trapos sucios de Manolito Gafotas
Elvira Lindo Garrido (née à Cadix le 23 janvier 1962) est une romancière, journaliste, scénariste et actrice et présentatrice occasionnelle espagnole. 

## Biographie
Elle s'installe à Madrid à l'âge de 12 ans, scolarisée au Lycée Isabel la Católica et étudie le journalisme à l'université complutense de Madrid. Elle travaille plus tard pour Radio Nacional de España et puis pour diverses publications. 
Ses œuvres les plus connues sont les livres pour enfants du personnage Manolito Gafotas. Elle habite actuellement à New York avec son fils et son mari, l'écrivain et académicien Antonio Muñoz Molina. 

## Prix
- 1998 : Prix national de Littérature infantile et juvénile, pour Los trapos sucios de Manolito Gafotas[2].
- 2005 : XIX Prix Biblioteca Breve, pour Una palabra tuya.
- 2024 : Médaille d'or du mérite des beaux-arts, décernée par le Ministère de l'Éducation, de la Culture et des Sports espagnol[3].

## Œuvre

### Romans pour enfants

#### Manolito Gafotas
- 1994 : Manolito Gafotas.
- 1995 : ¡Cómo molo!
- 1996 : Pobre Manolito.
- 1997 : Los trapos sucios de Manolito Gafotas.
- 1998 : Manolito on the road.
- 1999 : Yo y el imbécil.
- 2002 : Manolito tiene un secreto.
- 2012 : Mejor Manolo.

### Romans pour adultes
- 1998 : El otro barrio.
- 2002 : Algo más inesperado que la muerte.
- 2005 : Una palabra tuya.

### Contes
- 1996 : Olivia y la carta a los Reyes Magos.
- 1997 : La abuela de Olivia se ha perdido.
- 1997 : Olivia no quiere bañarse.
- 1997 : Olivia no quiere ir al colegio.
- 1997 : Olivia no sabe perder.
- 1997 : Olivia y el fantasma.
- 1997 : Olivia tiene cosas que hacer.
- 1999 : Charanga y pandereta.
- 2000 : Bolinga.
- 2000 : Amigos del alma.

### Théâtre
- 1996 : La ley de la selva.
- 2004 : La sorpresa del roscón.

### Scénarios
- 1998 : Manolito Gafotas.
- 1998 : La primera noche de mi vida.
- 2000 : Ataque verbal.
- 2000 : Plenilunio.
- 2000 : El cielo abierto.
- 2008 : Una palabra tuya.
- 2010: Lo que me queda por vivir.
- 2014: La vida inesperada.

### Essais
- 2000 : Ser compañera, en: Ser mujer de Laura Freixas.
- 2001 : Tinto de verano.
- 2002 : Tinto de verano 2 : el mundo es un pañuelo; de Madrid a Nueva York.
- 2003 : Otro verano contigo: Tinto de verano 3.
- 2015 : Noches sin dormir.

## Actrice
- 1998 : La primera noche de mi vida
- 1999 : Manolito Gafotas
- 1999 : Plenilunio
- 1999 : Ataque verbal
- 2000 : El cielo abierto
- 2001 : Sin vergüenza
- 2003 : Planta 4ª
- 2004 : Cachorro